# Luan Okun
Luan Okun (Ituiutaba - Brasil, 27 de Junho de 1995) é um performer, artista visual, bailarino, produtor e actor migrante, dissidente e radicado na cidade de Lisboa desde 2018.  
Apresentou as suas criações multidisciplinares no Brasil, na Suécia e em Portugal.   
Integrou espectáculos em festivais e em diversos espaços culturais em Portugal, como o Teatro Nacional D. Maria II, o Teatro Sá da Bandeira, o Teatro Viriato, o Centro Cultural Vila Flor ou o Centro de Arte Moderna da Fundação Calouste Gulbenkian.   
Em 2022, a sua performance O jeito que o corpo dá foi vencedora do concurso de bolsas para artistas, criadores e activistas, lançado pelo Festival Política e pelo Instituto Português de Desporto e Juventude. No ano seguinte, foi actor na peça As Três Irmãs de Tita Maravilha, vencedora da 5.ª edição da Bolsa Amélia Rey Colaço.
Tem concebido oficinas/workshops, participado em vários debates e residências artísticas. Colabora activamente com diversos criadores, como Puta da Silva, Jota Mombaça, Tita Maravilha, Aurora Negra ou Odete.  
Na capital portuguesa, co-fundou a Casa T, um local de acolhimento, cura, empoderamento colectivo e refúgio artístico para pessoas LGBQI+, imigrantes e racializadas, em situação de vulnerabilidade. 
Identifica-se como uma pessoa transgénero, não-branca e não-binária.

## Biografia
O seu percurso inicia-se aos 14 anos, enquanto estudante no Instituto Federal do Triângulo Mineiro. Nessa altura, teve a oportunidade de se apresentar em Florianópolis, no Fórum Mundial de Tecnologia.
Posteriormente, estudou teatro na Universidade Federal da Uberlândia.  

## Obra
Okun utiliza a sua "corpovivência" como principal ferramenta da sua prática artística. O seu trabalho politizado engloba a interpretação, produção, figurinos e cenografia. Dentro das temáticas que tem explorado, encontramos frequentemente a poética do corpo não-normativo, a opressão, a marginalização social e racial, o preconceito, o racismo ou a xenofobia. Possui como fonte de inspiração e referência trabalhos como os de Grada Kilomba, Castiel Vitorino Brasileiro, Conceição Evaristo, Bell Hooks, Octavia Butler ou Frantz Fanon.
No Brasil, participou em diversos projectos, destacando-se como actor e assistente de direcção no espetáculo Benedites, do Coletivo Ocupa Teatro. A peça, dirigida por Puta da Silva, teve como principal inspiração o álbum A Mulher do Fim do Mundo de Elza Soares e esteve em digressão pelo país entre 2016 e 2018.
Em 2018 criou o Movimento Cultural Olho da Rua, onde trabalhou religiões de matriz africana em escolas, através de aulas e oficinas.
Co-produziu os videoclipes Bruxonas (2020), Hetero Curioso (2021) e Festinha 360 (2021) da cantora Puta da Silva. Estes foram indicados a diversos prémios e exibidos em festivais nacionais e internacionais. 
Tem-se destacado na cena artística da capital portuguesa desde 2020. Nos últimos anos, sublinham-se as seguintes iniciativas:
2022
Apresentou-se no espectáculo afrofuturista Cosmos, encenado pelo Colectivo Aurora Negra - Cléo Diára, Isabél Zuaa e Nádia Yracema - na Sala Garett do Teatro Nacional D. Maria II, em Lisboa.
Concebeu a performance O jeito que o corpo dá, proposta vencedora do concurso de bolsas para artistas, criadores e activistas, lançado pelo Festival Política e pelo Instituto Português de Desporto e Juventude. Esta contou com a colaboração de Joni Ricos e projecção vídeo de Yuna Turva. A mesma viria a integrar o programa público da exposição Erro 417: Expectativa Falhada, comissariada por Marta Espiridião, na Galeria Municipal do Porto. Neste contexto, Okun fez ainda parte de uma conversa com a curadora e Hilda de Paulo, intitulada Error 406: Not Acceptable. Em entrevista, Okun conta que o projecto surge num tempo de recuperação, após uma tentativa de suicídio. Foi reapresentada, no ano seguinte, na Rua das Gaivotas 6 - Teatro Praga.
Inaugurou a residência Vénus em Libra - elaborada pelo Plano V, em parceria com a Casa Independente - com a instalação performática Cú(r)andeiro, ramificação de O jeito que o corpo dá. Esta foi posteriormente exibida na Galeria Zé dos Bois, durante a 2ª edição do Festival Ano 0, organizado pela Rádio Quântica.
Participou numa residência artística com Puta da Silva, a convite de Odete, intitulada Trilogia da Lua-Foice. Desta resultou uma performance com o mesmo nome, apresentada na Rua das Gaivotas 6 - Teatro Praga.
Gravou um episódio no âmbito dos Cuba Shots, projecto audiovisual da Incubadora DAO - laboratório de experimentação em arte e tecnologia sediado em Lisboa - e da CUDO DAO - produtora audiovisual criada por imigrantes brasileiros residentes em Portugal - que retrata em vídeo o quotidiano de artistas, mostrando o seu trabalho e pensamento criativo.
2023
Actuou em As Três Irmãs de Tita Maravilha, projecto vencedor da 5.ª edição da Bolsa Amélia Rey Colaço, uma iniciativa promovida pel’A Oficina - Centro Cultural Vila Flor (Guimarães), O Espaço do Tempo (Montemor-o-Novo), pelo Teatro Nacional D. Maria II (Lisboa) e pelo Teatro Viriato (Viseu). O espectáculo - que contou com um elenco trans - propunha uma releitura contemporânea do clássico homónimo de Anton Tchekhov, instigando a uma reflexão sobre como o sistema político russo lida com pessoas LGBTQIA+. Foi apresentado a posteriori no XL Box (Montemor-o-Novo) e no Teatro Sá da Bandeira (Porto).
Fez parte do projecto Trans*Performatividade, que consistia na transposição de vivências trans para práticas contemporâneas que fundem a partilha de histórias/testemunhos através de meios audiovisuais e da criação de uma performance colectiva. Contou com a direcção artística de AURA e esteve em cena no Campo Alegre Café-Teatro, no Porto.
Integrou o programa Kilombo, curado pelo Colectivo Aurora Negra, no âmbito do Alkantara Festival. A partir desta iniciativa, estreia Corpolento no Teatro São Luiz - posteriormente reapresentado na capital portuguesa (ZDB 8 Marvila), em Évora (Black Box CDCE) e Estocolmo (Weld), no âmbito do ASPHALT, um programa concebido por Dinis Machado.
Organizou uma oficina-performance focada em práticas ligadas ao herbalismo, poções, receitas medicinais alternativas e bálsamos ancestrais. Esta aconteceu na Galeria Boavista, em Lisboa, e fez parte do programa paralelo da exposição Artifício de Odete, com curadoria de Marta Espiridião.
Marcou presença - juntamente com a performer Batata e com a bailarina Francisca Pinto - no projecto Matéria, que promoveu encontros mensais gratuitos e abertos à comunidade, em torno de diferentes artes performativas que têm o corpo como veículo primário de expressão. O evento teve lugar na Biblioteca de Alcântara.
Esteve - com Ana Aresta, Paulo Côrte-Real e Manuela Ferreira - em O que falta fazer?, conversa do ciclo em torno da exposição Adeus Pátria e Família, no Museu do Aljube, comissariada por Rita Rato e Joana Alves.
Revelou O jeito que o corpo dá - Desmontagem no Espaço Alkantara, em Lisboa, no âmbito da Mostra Performativa realizada em celebração do Mês da Visibilidade Trans, organizada pela Casa T, com o apoio da Casa do Brasil, da Junta de Freguesia da Misericórdia, da Associação ILGA Portugal e da Opus Diversidades. A sessão foi seguida de uma conversa entre Okun e Keyla Brasil, que também apresentou uma performance dentro da mesma iniciativa. 
2024
Colaborou no Festival Felicidade, no Centro Cultural de Belém, com o projecto Ufolo, uma leitura encenada de textos de Jota Mombaça, juntamente com o Colectivo Aurora Negra.
Preparou o workshop A Importância do Descanso e Preparação Corporal, no âmbito da formação Encruzilhadas Artísticas para Criar, Resistir e Subverter, concebida e coordenada por Joyce Souza, nos Estúdios Vitor Córdon, em Lisboa.
Associou-se ao Imersão, um projecto anual interdisciplinar de residências artísticas promovido pelo Queer Art Lab, n'O Espaço do Tempo (Montemor-o-Novo), com mentoria de Gaya de Medeiros. Como resultado desta e de uma outra residência artística realizada nos Estúdios Vitor Córdon (Lisboa), orientada por ROD, Tony Omolu e DIDI, Okun concebeu a performance Seja Bem Vinde. A sua apresentação aconteceu no âmbito da segunda edição do LACRE - Laboratório de Arte e Resistência Cuír pelo Coletivo Afrontosas, um projecto financiado pela Direcção-Geral das Artes - Ministério da Cultura, co-produzido pelo Espaço Alkantara e pelo Goethe-Institut Portugal.
Esteve envolvido na performance-instalação Sempre Viva Cobra d’Água, de Jota Mombaça, que teve lugar no Jardim da Fundação Calouste Gulbenkian, por altura da reabertura do Centro de Arte Moderna, em diálogo com a exposição de Leonor Antunes, intitulada Da desigualdade constante dos dias de Leonor*.

## Casa T
Okun, juntamente com Àkila, encontra-se ligado à Casa T desde o seu início, no ano de 2020. Esta foi criada em plena pandemia de COVID-19, como resposta à crise habitacional generalizada que se fazia sentir na altura, em Lisboa - particularmente insustentável para comunidades em posições historicamente marginalizadas. Juntamente com Puta da Silva e Gabriela Gomes, foi um dos primeiros moradores deste espaço, hoje reconhecido pelos seus eventos culturais. Tem sobrevivido sem apoio estatal ou financiamento estável, através de doações e campanhas de crowdfunding.  